# المذهب الطبيعي (فلسفة)

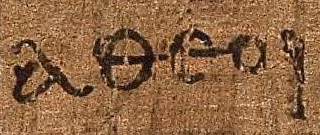

في الفلسفة، الطبيعانية أو المذهب الطبيعي هي «الفكرة أو المعتقد الذي يُشير إلى أن القوانين والقوى الطبيعية (في مقابل الخارقة للطبيعة أو الروحانية) هي الوحيدة العاملة في العالم». يُصِر أتباع الطبيعانية (الطبيعانييون) على أن القوانين الطبيعية هي القواعد التي تحكم هيكل وسلوك الكون الطبيعي، وأن الكون المتغير في كل مرحلة هو نتاج لهذه القوانين. 
يزعم الفيلسوف ديفيد بابينو أنه «يُمكن تقسيم الطبيعانية بديهيًا إلى مكوّنين: وجودي ومنهجي». يُشير المكون «الوجودي» إلى الدراسة الفلسفية لطبيعة الوجود. يُساوي بعض الفلاسفة بين الطبيعانية والمادية، فعلى سبيل المثال، يزعم الفيلسوف الأمريكي بول كيرتز أنه يُمكن تفسير الطبيعة على أفضل وجه من خلال الإشارة إلى المبادئ المادية. تتألف هذه المبادئ من الكتلة والطاقة وغيرها من الخصائص الفيزيائية والكيميائية المقبولة لدى المجتمع العلمي. إضافة إلى هذا، ينص هذا المدلول من الطبيعانية على كون كل من الأرواح والآلهة والأشباح أمورًا غير حقيقية وأنه لا توجد غاية في الطبيعة. يُشار إلى الاعتقاد المطلق بالطبيعانية بمصطلح «الطبيعانية الوجودية».
يُشار إلى افتراض الطبيعانية كنموذج حالي في طرائق العمل دون الاعتقاد بأن الطبيعانية هي حقيقة مطلقة ذات اقتضاءٍ فلسفي بمصطلح «الطبيعانية المنهجية». موضوع البحث هنا هو فلسفة اكتساب المعرفة استنادًا إلى نموذج مُفترض.
باستثناء الواحديين (الذين يؤمنون أن الطبيعة متطابقة مع الألوهية دون اعترافهم بوجود إله مُجسّم)، يتحدَّ الألوهيون فكرة احتواء الطبيعة على الواقع بأكمله. وفقًا لبعض الألوهيين، يُمكن اعتبار القوانين الطبيعية كأسباب ثانوية للإله أو للآلهة.
في القرن العشرين، زعم كل من ويلارد فان أورمان كواين وخورخي سانتايانا وغيرهم من الفلاسفة الآخرين أن نجاح الطبيعانية في العلم يوجب استخدام الطرائق العلمية في الفلسفة. وفقًا لهذه النظرة، يُشكل كل من العلم والفلسفة سلسلة متصلة.

## أصول الطبيعانية وتاريخها

### الفلسفة في العصور القديمة والوسطى
شكّلت الطبيعانية أساسًا لاثنتين من المدارس الهندوسية التقليدية الست (مدرستي فايشيشيكا ونيايا) إضافة إلى مدرسة واحدة (مدرسة شارفاكا) من المدارس الهندوسية الهرطقية.
استُمد الاستعمال الحالي لمصطلح الطبيعانية من الجدالات في أمريكا خلال النصف الأول من القرن العشرين. تضمن الفلاسفة الذي أعلنوا عن تبنيهم للمذهب الطبيعي في تلك الحقبة كلًا من جون ديوي وإيرنست ناغل وسيدني هوك وروي وود سيلارس. 
في الوقت الحاضر، حازت الطبيعانية الوجودية على قبول واسع وبشكلٍ أكبر من القرون السابقة، وخاصةً -ولكن ليس تحديدًا- في العلوم الطبيعية وفي أوساط مجتمعات الفلسفة التحليلية الإنجليزية والأمريكية. في حين تلتزم الأغلبية الساحقة من سكان العالم بوجهات النظر العالمية غير الطبيعانية، فإن هناك عددًا من المعاصرين البارزين الذين دافعوا عن الطبيعانية و/ أو عن الأطروحات والعقائد الطبيعانية مثل جون سمارت وديفيد ماليت أرمسترونغ وديفيد بابّينو وبول كيرتز وبراين ليتر ودانيال دينيت ومايكل ديفيت وفريد درتسكي وبّول تشيرتشلاند وباتريسيا تشيرتشلاند وماريو أوجوستو بونخي وجوناثان شافير وهيلاري كورنبليث وكوينتن سميث وبول دريبر ومايكل مارتن، إضافة إلى العديد من الفلاسفة الأكاديميين الآخرين.
وفقًا للفيلسوف ديفيد بابّينو، جاء نشوء الطبيعانية المعاصرة خلال القرن العشرين نتيجة لتراكم الأدلة العلمية على «السببية المادية المغلقة»، وهي العقيدة التي تنص على أنه يُمكن تفسير جميع التأثيرات المادية بمسببات مادية.

### أصل المصطلح
يُعد مصطلح «الطبيعانية المنهجية» من المصطلحات الأكثر حداثة. وفقًا للمؤرخ رولاند نامبرز، صيغ هذا المصطلح في عام 1983 من قبل بول دي فريس، وهو فيلسوفٌ في كلية ويتون الأمريكية. فرَّق دي فريس بين ما أسماه «الطبيعانية المنهجية»، والتي تُمثل منهجيةً تأديبيةً لا علاقة لها بدراسة وجود الإله من عدمه، وبين «الطبيعانية الوجودية»، والتي «تُنكر وجود إله متعال». استُعمل مصطلح «الطبيعانية المنهجية» في عام 1973 كمضاد لمصطلح «الطبيعانية» بصفة عامة وذلك من قِبل الفيلسوف الأمريكي إدغار شيفيلد برايتمان في مقال له نُشر في مجلة «المراجعة الفلسفية»، لكن لم تكن الفكرة في حينها قد نمت لمعانيها الحديثة.

## الوصف
وفقًا لستيفن شافيرسمان، تُمثل الطبيعانية فلسفةً حاملةً لكل مما يلي:
1. تنطوي الطبيعة على كل ما هو موجود خلال الزمان والمكان.
2. تتكون الطبيعة (الكون) من عناصر طبيعية فقط، أي من مواد مادية ذات خواص مكانية-زمانية مثل الكتلة والطاقة. في حين قد تتداخل المواد اللامادية أو شبه المادية، مثل المعلومات والأفكار والقِيَم والمنطق والرياضيات والفِطنة وغيرها من الظواهر المنبثقة، مع المواد المادية أو قد يُمكن اختزالها إلى قيمة مادية.
3. تنشط الطبيعة وفقًا لقوانين الفيزياء ويُمكن تفسيرها وفهمها من حيث المبدأ بواسطة العلم والفلسفة.
4. لا وجود للأمور الخارقة للطبيعة، أي أن الطبيعة فقط هي الحقيقية. لذا تُعد الطبيعانية فلسفةً وجودية مُعارضة في المقام الأول من قبل مذهب ما فوق الطبيعة. [10]

أو كما وصفها كارل ساغان ببلاغة: «الكون هو كل ما هو موجود وما وُجِد وما سيوجد حولنا».
بالإضافة إلى هذا، يُشير آرثر كولمان دانتو إلى أن الطبيعانية، في استعمالها الحديث، هي نوعٌ من الفلسفة الأحادية التي تنص على أن كل ما يوجد أو يحصل هو أمرٌ «طبيعي» بمعنى إمكانية تفسيره من خلال طرائق متصلة من نطاقٍ إلى نطاق من العناصر والأحداث، والتي تُمثَّل نموذجيًا في العلوم الطبيعية. لذا يُمكن تعريف المذهب الطبيعي على أنه مذهبٌ رافضٌ للرؤية التي تؤمن بوجود أو إمكانية وجود أي كيانات خارجةٍ عن نطاق التفسير العلمي. يُشير آرثر نيويل ستراهلر إلى أن: «النظرة الطبيعانية، هي التي تؤمن بظهور هذا الكون الملحوظ إلى حيز الوجود وعمله خلال كل هذا الوقت وبكل أجزائه دون تدخل أي قوة دافعة أو مرشدة من أي جهة خارقة للطبيعة». «تُشير الغالبية العظمى من الفلاسفة المعاصرين إلى استنفاد الواقع من قبل الطبيعة، وأنه لا يحتوي على أي شيء خارقٍ للطبيعة، وأنه لا بد من استخدام المنهجية العلمية لاستكشاف جميع مناطق الواقع ومن ضمنها الروح البشرية». ينظُر الكثير من الفلاسفة إلى الطبيعانية كمصطلحٍ «إيجابي»، و«يفخر عدد قليل فقط من الفلاسفة النشطين حاليًا بكونهم من اللاطبيعانيين».

## الطبيعانية الوجودية
الطبيعانية الوجودية، تُسمى أيضًا باسم «الطبيعانية الأنطولوجية» و«الطبيعانية الفلسفية»، هي نظرة كونية فلسفية ونظام عقائدي يؤمن بعدم وجود أي شيء سوى العناصر والثوابت والعلاقات الطبيعية التي يُمكن دراستها بواسطة العلوم الطبيعية، أي العلوم المطلوبة لفهم بيئتنا المادية بواسطة النمذجة الرياضية. من الناحية الأخرى، تُشير الطبيعانية المنهجية إلى المنهجية العلمية على وجه التحديد، والتي توفر فيها الطبيعانية الوجودية أساسًا أنطولوجيًا واحدًا فقط.
تؤمن الطبيعانية الوجودية بإمكانية اختزال جميع الخصائص المتعلقة بالوعي والعقل إلى قيم مادية أو تداخل هذه الخصائص مع القيم المادية. يتمثل المنظور اللاهوتي المقابل لها بما يُعرف باسم «المذهب الطبيعي الديني أو المذهب الطبيعي الروحي». بصورةٍ أكثر تحديدًا، ترفض الطبيعانية الوجودية المفاهيم والتفاسير الخارقة للطبيعة التي تشكل جزءًا من العديد من الأديان.

## وصلات خارجية
- طبيعانية - موسوعة لالند الفلسفية، تعريب خليل أحمد خليل، دار عويدات.